# Лочмяш
Лочмяш (Лачмяш, Гусинка) — река в Вологодской области России.

## География
Берёт начало из болота Гусиного, верхнее течение — ручей Гусинка. Протекает по территории Бабушкинского района. Впадает в реку Святицу в 4,4 км от её устья по правому берегу. Длина реки составляет 10,6 км, площадь водосборного бассейна — 88,1 км².

## Данные водного реестра
По данным государственного водного реестра России относится к Верхневолжскому бассейновому округу, водохозяйственный участок реки — Унжа от истока и до устья, речной подбассейн реки — Бассейн притоков Волги ниже Рыбинского водохранилища до впадения Оки. Речной бассейн реки — (Верхняя) Волга до Куйбышевского водохранилища (без бассейна Оки).
Код объекта в государственном водном реестре — 08010300312110000014696.